# Zalakomár
Zalakomár là một thị trấn thuộc hạt Zala, Hungary. Thị trấn này có diện tích 54,88 km², dân số năm 2010 là 3050 người, mật độ 56 người/km².